# Der Mann vom Alamo
Der Mann vom Alamo (Originaltitel: The Man from the Alamo) ist ein US-amerikanischer Western aus dem Jahr 1953 von Budd Boetticher mit Glenn Ford und Julia Adams in den Hauptrollen. Das Drehbuch basiert auf einer Originalstory von Niven Busch und Oliver Crawford.

## Handlung
Nach der Wahl von General Santa Anna zum mexikanischen Präsidenten 1836, sehen sich die Menschen des Freistaates Texas mit der unerfreulichen Aussicht auf eine Militärherrschaft durch die neue mexikanische Regierung konfrontiert. An der Spitze der Opposition gegen das neue Regime steht General Sam Houston, der glaubt, dass eine Militärmacht zusammengestellt werden sollte, um den Status als unabhängige Republik zu schützen. Als Houston erfährt, dass Santa Anna San Antonio besetzt hat und dass Lieutenant Colonel Travis sich mit nur zweihundert Soldaten über den Sabine River nach Alamo zurückgezogen hat, stellt er schnell eine Miliz zusammen.
Während der Kampf um die Rettung von Alamo weiter tobt, zieht eine Gruppe von Soldaten aus Ox Bow, die um die Sicherheit ihrer Familien fürchten, das Los und wählt John Stroud als den Mann aus, der in die Stadt zurückkehren soll, um die Frauen und Kinder zu beschützen. Stroud erreicht Ox Bow nach einem blutigen Massaker und findet heraus, dass seine Frau und sein Sohn unter den Toten sind. Als der einzige Überlebende des Massakers, ein junger Mexikaner namens Carlos, Stroud erzählt, dass die Morde von als Mexikaner verkleideten Weißen begangen wurden, schwört Stroud, die Mörder zu jagen.
Inzwischen ist das Alamo in die Hände der Mexikaner gefallen, die nun bereit sind, Texas zu überfallen. Unter der Führung von Lieutenant Lamar werden die Frauen, Alten und Kinder von Franklin evakuiert. Stroud kommt während der Evakuierung in Franklin an und überlässt Carlos der Obhut einer der Evakuierten, Beth Anders. Als Lamar Stroud als den Mann erkennt, der das Alamo vor seinem Fall verlassen hat, umringt ihn die ganze Stadt und verspottet ihn. Gerade als Stroud Franklin verlassen will, erzählt Carlos ihm, dass ein betrunkener Mann, der die Kneipe verlässt, einer der Männer ist, die die Menschen in Ox Bow massakriert haben. Stroud versucht, sich dem Mann zu nähern, aber die Stadtbewohner warnen ihn, zu gehen, und versuchen, ihn zu lynchen.
Stroud, der zu seinem eigenen Schutz inhaftiert ist, teilt sich eine Zelle mit Dawes, einem Mitglied einer abtrünnigen Gang, die die Mexikaner unterstützt. In der Hoffnung, die Gang zu infiltrieren, bekundet Stroud sein Interesse an ihrer Sache. Als der Gangführer Jess Wade Dawes aus dem Gefängnis befreit, geht Stroud mit ihm. Wade beschließt, einen Wagenzug wegen seines Geldes zu verfolgen, und nimmt Stroud als Mitglied der Gang auf. Während er in einer Schlucht wartet und bereit ist, den vorbeifahrenden Wagenzug zu überfallen, feuert Stroud seine Waffe auf eines der Gangmitglieder in einem gezielten Versuch, den sich nähernden Wagenzug vor dem bevorstehenden Überfall zu warnen. Strouds Plan funktioniert, und die Schüsse lassen die Wagen in Sicherheit eilen. Stroud, der in einem Feuergefecht mit Wade verwundet und zum Sterben zurückgelassen wurde, wird von Carlos gefunden und zum Wagenzug zurückgebracht. Dort pflegt ihn Beth, die einzige Person, die glaubt, dass er nicht Teil der abtrünnigen Bande war, wieder gesund.
Stroud erholt sich vollständig, und als Lamar aus Houston den Befehl erhält, sein Regiment in San Jacinto zum letzten Angriff auf die mexikanische Armee zu melden, wird Stroud zum neuen Anführer des Wagenzugs ernannt. Stroud steuert den Wagenzug nach Süden und stellt ihnen, nachdem er Wades Bande entkommen ist, eine Falle. Als sich Wades Bande nähert, besiegen die alten Männer und Frauen des Wagenzugs, voll bewaffnet, sie in einem erbitterten Feuergefecht. Nachdem er Wade in einem Nahkampf getötet und den Mord an seiner Familie gerächt hat, verlässt Stroud den Wagenzug, um sich Houston in San Jacinto anzuschließen.

## Hintergrund
Gedreht wurde der Film vom 25. August bis Mitte September 1952 auf der Agoura Movie Ranch in Agoura Hills, der Russell Ranch in Thousand Oaks sowie in den Universal-Studios in Universal City.
Einer Pressemeldung vom Oktober 1951 zufolge protestierten John Ford und John Wayne gegen die Verwendung des Wortes „Alamo“ im Titel durch Universal und merkten an, dass sie den Titel „The Alamo“ bereits registriert hätten. Nachdem die Angelegenheit vor ein Schiedsgericht gegangen war, räumten Wayne und Ford jedoch ein, dass sie kein ausschließliches Recht auf das Wort „Alamo“ hätten. In derselben Meldung wurde angekündigt, dass Jeff Chandler für die Hauptrolle in dem Film in Betracht gezogen wurde.
Einer Pressemitteilung vom September 1952 zufolge erlitt Glenn Ford während der Produktion drei gebrochene Rippen, als er von einem Pferd gegen einen Baum geschleudert wurde. Die Dreharbeiten wurden für etwa fünf Wochen unterbrochen. In den Werbematerialien des Studios heißt es, dass Francis, das sprechende Maultier, dem Chill Wills in der „Francis“-Filmreihe seine Stimme lieh, einen Cameo-Auftritt haben sollte, aber durch das Double des Maultiers, Jed, ersetzt wurde.
Alexander Golitzen und Erich Nicholson oblag die künstlerische Leitung. Russell A. Gausman und Ruby R. Levitt waren für das Szenenbild zuständig, Bill Thomas für die Kostüme, Bud Westmore für das Maskenbild. Verantwortlicher Toningenieur war Leslie I. Carey. Dewey Starkey arbeitete als Produktionsmanager, Philip H. Lathrop als Kameraführer. Musikalischer Direktor war Joseph Gershenson.

## Veröffentlichung
Die Premiere des Films fand am 7. August 1953 in Los Angeles statt. In Österreich kam er am 24. Januar 1954 in die Kinos, in der Bundesrepublik Deutschland am 26. Mai 1954. Er wurde auch unter dem Titel Der Mann aus Alamo gezeigt.

## Kritiken
Der Filmkritiken-Aggregator Rotten Tomatoes hat in einer Auswertung von sechs Kritiken eine Zustimmungsrate von 100 Prozent errechnet. Das Publikumsergebnis hat sich bei 65 Prozent positiver Bewertungen eingependelt.
Howard Thompson von der The New York Times beschrieb den Film als respektables, altmodisches Outdoor-Melodram, einen weiteren mittelbudgetierten „historischen“ Western mit strikt mittlerer, unhistorischer Bedeutung.
Der Kritiker des TV Guide sah einen Film mit solidem Drehbuch, guter Besetzung und viel Action.
Das Lexikon des internationalen Films schrieb: „Routiniert inszenierter Western mit schönen Naturaufnahmen.“

## Auszeichnungen
1954 gewann Hugh O’Brian den Golden Globe als bester Nachwuchsdarsteller.